# Escuela dominical

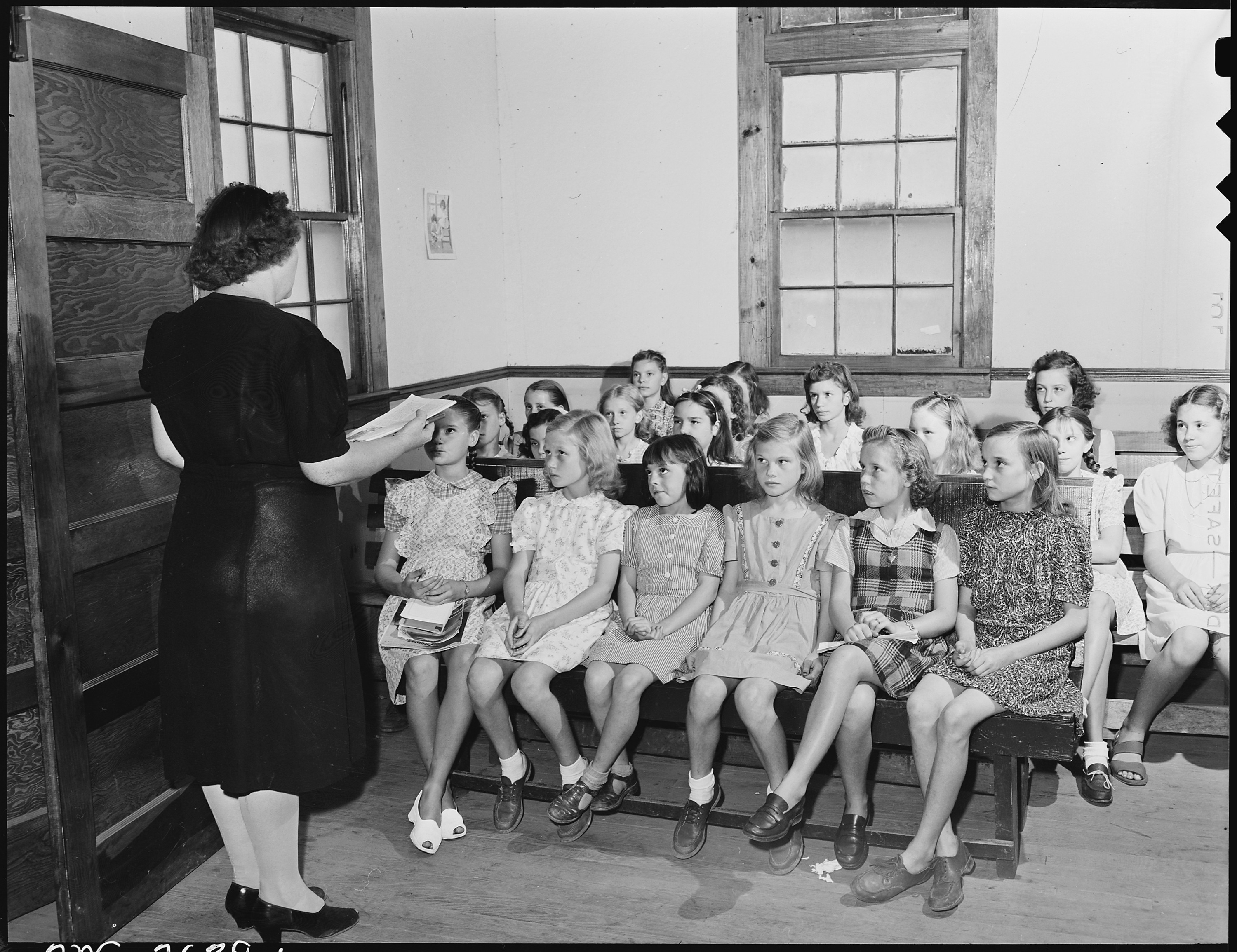
Escuela dominical en una iglesia bautista en Lejunior (Condado de Harlan (Kentucky)), Estados Unidos, 1946.

La Escuela Dominical, Escuela Bíblica Dominical o EBD es una estructura educacional que enseña la Biblia y doctrina en cada iglesia local de las Iglesias protestantes o evangélicas. No debe confundirse con el concepto de escuela parroquial, propio de las católicas.

## Reseña histórica
Fue fundada en 1780 por Robert Raikes, un periodista británico natural de Gloucester que sintió preocupación por el abandono de los niños en los barrios bajos de su ciudad.
Raikes comenzó escribiendo artículos acerca de su preocupación, y pronto muchos creyentes se le unieron para organizar en varias iglesias británicas un sistema que enseñara a leer y a escribir a los niños pobres. Con los años, las escuelas dominicales que enseñaban primeras letras se hicieron innecesarias ante el avance de la escolaridad pública. Así entonces, comenzaron a dedicarse más bien a la formación religiosa de cada iglesia para sus niños.
La Sunday School Society fue fundada por el diácono bautista William Fox el 7 de septiembre de 1785 en la Iglesia Bautista de Prescott Street en Londres. Este último había sido tocado por los artículos del editor Robert Raiks sobre los problemas de la delincuencia juvenil.  El pastor Thomas Stock y Raiks matricularon así un centenar de niños de seis a catorce años. La sociedad publicó además sus libros de texto y llegó a reunir un número de unas 4.000 escuelas dominicales.
En los Estados Unidos de América, este programa eclesiástico dominical se amplió para toda la familia, en especial entre los bautistas, incluyendo cursos de Biblia para todas las edades. Tal ampliación se dio también en la mayoría de los países de la América Latina.
En España, la implantación tardía de las Escuelas Dominicales vino a partir de 1857 de la mano de una organización católica, la Real Asociación de Escuelas Dominicales, dirigida fundamentalmente a jóvenes sirvientas y obreras. En 1905, el número de Escuelas Dominicales dependientes de la asociación sumaban un total de 200 establecimientos, a los que asistían un total de 20.000 alumnas.

## Situación a comienzos delsigloXXI

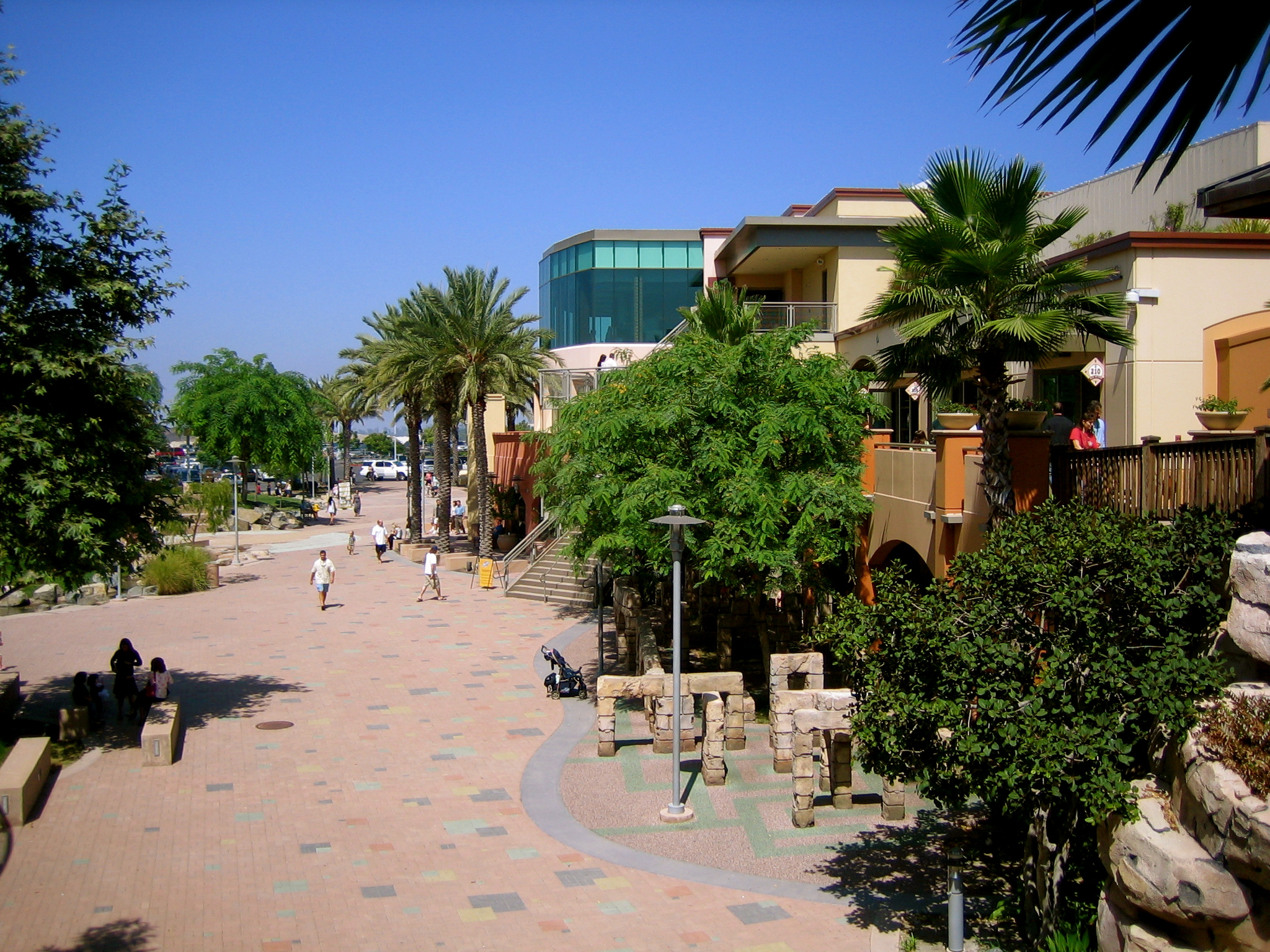
Edificio para escuela dominical de Saddleback Church, en Lake Forest, en Estados Unidos.

Habitualmente la escuela dominical es un departamento o ministerio dentro de las congregaciones evangélicas que tiene por objetivo enseñar de una manera clara y sencilla temáticas importantes para el cristiano que se presentan en la Biblia.
En algunas congregaciones las clases varían además dependiendo de la asistencia, por ejemplo, es común que los jóvenes se subdividan en juveniles, que serían los de menor edad, y jóvenes que serían los más grandes. Más aún, cada iglesia organiza su Escuela Dominical como bien le parezca, con uno o varios grupos, con adultos o sin adultos, con lactantes o sin lactantes, etc.
Las lecciones son generalmente impartidas por un maestro designado y preparado por la iglesia, el maestro puede tener ayudantes, que serían aprendices, que después de un cierto periodo, podría llegar a ser maestro.
Existen numerosas editoriales cristianas que redactan y publican material escrito de apoyo tanto para alumnos como para maestros de Escuela Dominical. Más recientemente, las nuevas tecnologías digitales han permitido innovar con materiales audiovisuales de enseñanza para las Escuelas Bíblicas, en el formato de vídeos de dibujos animados, películas para niños, canciones de karaoke y juegos interactivos educativos. Uno de ellos, el juego Islas Increíbles desarrollado por la organización cristiana internacional OneHope en alianza con Compedia.
El horario de la actividad es habitualmente el domingo y normalmente se hace en paralelo al servicio principal o culto (en las iglesias de tradición británica, puesto que en las de tradición estadounidense este culto se agrega a la Escuela Dominical como clase de adultos o algo similar).
Muchas escuelas dominicales comienzan con una apertura general, con la participación de todas las clases reunidas en el salón principal, y luego se distribuyen a sus respectivas salas. Para terminar, se vuelven a reunir y comparten textos bíblicos y detalles de los aprendido en cada clase.
En las Iglesias Evangélicas, durante el culto, niños y jóvenes reciben una educación adaptada, en la escuela dominical, en una sala separada.